# 第59屆柏林影展

第59屆柏林影展（德語：59. Internationale Filmfestspiele Berlin），於2009年2月5日至2月15日於德國柏林舉辦，開幕片為德國導演湯姆·提克威爾執導的《黑暗金控》，閉幕片則為法國導演科斯塔·加夫拉斯執導的《伊甸在西方》，評審團主席則由英國女演員蒂妲·絲雲頓擔任。

## 評審團
- 蒂妲·絲雲頓：演員。（評審團主席）
- 伊莎貝拉·庫謝特：導演。
- 加斯頓·卡柏黑（法语：Gaston Kaboré）：導演。
- 賀寧·曼凱爾：作家、編劇。
- 克里斯多福·史林根西夫（德语：Christoph Schlingensief）：導演。
- 王穎：導演。
- 艾莉絲·瓦特斯（英语：Alice Waters）：作家。

## 正式單元

### 競賽單元
| 片名                 | 原文片名             | 導演                 | 出品國                   |
| -------------------- | -------------------- | -------------------- | ------------------------ |
| 《完美第二對》       | Alle Anderen         | 瑪菡·阿德            | 德国                     |
| 《真愛初體驗》       | Cheri                | 史蒂芬·佛瑞爾斯      | 英国                     |
| 《海灘的那一天》     | درباره الی           | 阿斯哈·法哈蒂        | 伊朗                     |
| 《大塊仔的暗戀日記》 | Gigante              | 亞德里安·貝尼茲      | 乌拉圭、 德国、 阿根廷   |
| 《陌路姐妹淘》       | Happy Tears          | 米切爾·利希滕斯坦    | 美国                     |
| 《迷霧獵殺》         | In the Electric Mist | 貝特朗·塔維涅        | 美国                     |
| 《卡塔琳的秘密》     | Katalin Varga        | 彼得·斯柴克蘭        | 羅馬尼亞、 英国、 匈牙利 |
| 《大世界小女兵》     | Lille Soldat         | 安妮特·歐森          | 丹麦                     |
| 《梅蘭芳》           | 《梅蘭芳》           | 陳凱歌               | 中国                     |
| 《天使信差》         | The Messenger        | 歐倫·穆佛曼          | 美国                     |
| 《倫敦的河》         | London River         | 雷契·鮑查瑞          | 阿尔及利亚、 法國、 英国 |
| 《長毛象》           | Mammut               | 盧卡斯·穆迪森        | 瑞典、 德国、 丹麦       |
| 《只愛多金男》       | My One and Only      | 李察·朗肯            | 美国                     |
| 《名模@爆料》        | Rage                 | 莎莉·波特            | 英国、 美国              |
| 《讓愛飛起來》       | Ricky                | 法蘭索瓦·歐容        | 法國、 義大利            |
| 《控訴風暴》         | Sturm                | 漢斯-克里斯汀·史密德 | 德国、 丹麦              |
| 《甜蜜衝擊》         | Tatarak              | 安德烈·華依達        | 波蘭                     |
| 《懼乳：傷心的奶水》 | La teta asustada     | 克勞蒂亞·尤薩        | 秘魯                     |

## 得獎名單
- 金熊獎：《懼乳：傷心的奶水》 - 克勞蒂亞·尤薩（西班牙语：Claudia Llosa）
- 評審團大獎銀熊獎：
  - 《完美第二對（德语：Alle Anderen）》 - 瑪菡·阿德
  - 《大塊仔的暗戀日記（西班牙语：Gigante (película de 2009)）》 - 亞德里安·貝尼茲（西班牙语：Adrián Biniez）
- 最佳導演銀熊獎：阿斯哈·法哈蒂 - 《海灘的那一天（英语：About Elly）》
- 最佳女演員銀熊獎：波奇特·密尼梅雅（英语：Birgit Minichmayr） - 《完美第二對（德语：Alle Anderen）》
- 最佳男演員銀熊獎：索提古·庫亞特 - 《倫敦的河（英语：London River）》
- 最佳劇本銀熊獎：歐倫·穆佛曼（英语：Oren Moverman）、Alessandro Camon - 《天使信差（英语：The Messenger (2009 film)）》
- 亞佛雷德鮑爾獎：
  - 《甜蜜衝擊（波兰语：Tatarak (film 2009)）》 - 安德烈·華依達
  - 《大塊仔的暗戀日記（西班牙语：Gigante (película de 2009)）》 - 亞德里安·貝尼茲（西班牙语：Adrián Biniez）
- 傑出藝術貢獻銀熊獎（聲音設計）：Gabor Erdély、Támas Székely- 《卡塔琳的秘密（英语：Katalin Varga (film)）》
- 費比西國際影評人獎：《懼乳：傷心的奶水》 -  克勞蒂亞·尤薩（西班牙语：Claudia Llosa）